# Hematom
Hematóm je nakopičenje krvi ali krvni strdek v tkivih. Kri se iz žile v okolno tkivo izlije zaradi poškodbe, bolezni ali kirurškega posega. Modríca ali podplútba je hematom v podkožnem tkivu, ki je viden kot modrikasta lisa v koži. Vendar pa hematomi niso omejeni samo na podkožno tkivo. Kostni prelom skoraj vedno spremljajo hematomi v okoliškem tkivu.
Najnevarnejši so hematomi v lobanji po poškodbi glave. S pritiskom na možgane povzročijo nezavest ali ohromelost in znatne osebnostne spremembe. Navadno je nujno, da jih kirurško odstranimo.
Majhni hematomi izginejo postopoma sami od sebe. Za hitrejšo odpravo ter tudi za preprečitev pojava hematoma se pogosto uporablja led.